# Шёнеберг, Лиза
Ли́за Шёнеберг (англ. Lisa Schoeneberg; род. 29 сентября 1957, Poynette, Висконсин) — американская кёрлингистка и тренер по кёрлингу.
В составе женской сборной США участница зимних Олимпийских игр 1998 года. Также участвовала в зимних Олимпийских играх 1988 года, где кёрлинг был демонстрационным видом спорта.

## Достижения
- Чемпионат мира по кёрлингу среди женщин: серебро (1992, 1996).
- Чемпионат США по кёрлингу среди женщин: золото (1992, 1995, 1996), серебро (1985, 1991, 1994)[2].
- Американский олимпийский отбор по кёрлингу: золото (1987, 1997).
- Чемпионат США по кёрлингу среди смешанных команд: золото (1988).[2]
- Лучшая кёрлингистка года в США (англ. USA Curling Female Athlete of the Year): 1987, 1992, 1995, 1996 (4 раза, на настоящий момент в списке с таким количеством награждений только она и Эрика Браун).

## Команды
| Сезон                                          | Четвёртый     | Третий          | Второй         | Первый           | Запасной                         | Турниры                        |
| ---------------------------------------------- | ------------- | --------------- | -------------- | ---------------- | -------------------------------- | ------------------------------ |
| 1984—85                                        | Лиза Шёнеберг | ?               | ?              | ?                |                                  | ЧСШАЖ 1985                     |
| 1986—87                                        | Лиза Шёнеберг | Карла Каспер    | Лори Маунтфорд | Эрика Браун      |                                  | АООК 1987                      |
| 1987—88                                        | Лиза Шёнеберг | Эрика Браун     | Карла Каспер   | Лори Маунтфорд   |                                  | ЗОИ 1988 (демо) (5 место)      |
| 1989—90                                        | Бев Бенке     | Дона Беннетт    | Сьюзан Аншуц   | Пэм Финч         | Лиза Шёнеберг                    | ЧМ 1990 (8 место)              |
| 1990—91                                        | Лиза Шёнеберг | Лори Маунтфорд  | ?              | ?                |                                  | ЧСШАЖ 1991                     |
| 1991—92                                        | Лиза Шёнеберг | Эми Хэттен-Райт | Лори Маунтфорд | Джилл Джонс      |                                  | ЧСШАЖ 1992 · ЧМ 1992           |
| 1993—94                                        | Лиза Шёнеберг | Лори Маунтфорд  | ?              | ?                |                                  | ЧСШАЖ 1994                     |
| 1994—95                                        | Лиза Шёнеберг | Эрика Браун     | Лори Маунтфорд | Марсия Тиллиш    | Эллисон Дарра                    | ЧСШАЖ 1995 · ЧМ 1995 (6 место) |
| 1995—96                                        | Лиза Шёнеберг | Эрика Браун     | Лори Маунтфорд | Эллисон Дарра    | Дебби Генри                      | ЧСШАЖ 1996 · ЧМ 1996           |
| 1996—97                                        | Лиза Шёнеберг | Эрика Браун     | Дебби Генри    | Лори Маунтфорд   |                                  | АООК 1997                      |
| 1997—98                                        | Лиза Шёнеберг | Эрика Браун     | Дебби Генри    | Лори Маунтфорд   | Стейси Лиапис тренер: Стив Браун | ЗОИ 1998 (5 место)             |
| Кёрлинг среди смешанных команд (mixed curling) |               |                 |                |                  |                                  |                                |
| 1987—88                                        | Стив Браун    | Лиза Шёнеберг   | Paul Schaefer  | Bonnie Mansfield |                                  | ЧСШАСК 1988                    |

(скипы выделены полужирным шрифтом)

## Результаты как тренера национальных сборных
| Год  | Турнир                                        | Сборная       | Место |
| ---- | --------------------------------------------- | ------------- | ----- |
| 2000 | Чемпионат мира по кёрлингу среди юниоров 2000 | (юниоры жен.) | 3     |